# Le Silence des agneaux (film)
Ne doit pas être confondu avec Le Seigneur des anneaux (série de films).
Série Hannibal Lecter
Hannibal
(2001)
Pour plus de détails, voir Fiche technique et Distribution.
Le Silence des agneaux (The Silence of the Lambs) est un thriller policier américain réalisé par Jonathan Demme, sorti en 1991.
Écrit par Ted Tally, le scénario est adapté du roman de même nom, publié en 1988, qui est le deuxième volet d'une tétralogie écrite par Thomas Harris, volet mettant en scène le personnage fictif d'Hannibal Lecter. Ce dernier, incarné ici par Anthony Hopkins, est un ancien éminent psychiatre psychopathe et cannibale. Jodie Foster joue quant à elle le rôle de Clarice Starling, un jeune agent analyste du FBI.
Ce volet a été adapté une seconde fois par Tanuja Chandra (en) avec Sangharsh en 1999,
Les trois autres romans de la tétralogie ont également été transposés au cinéma :
- Dragon rouge (Red Dragon), publié en 1981 et précédant le roman Le Silence des agneaux, a été adapté deux fois, une première par Michael Mann avec Sixième Sens (Manhunter) en 1986, une seconde par Brett Ratner avec Dragon rouge en 2002 ;
- Hannibal, publié en 1999 et suivant Le Silence des agneaux, a été adapté par Ridley Scott avec Hannibal en 2001 ;
- Hannibal Lecter : Les Origines du mal (Hannibal Rising), publié en 2006, a été adapté par Peter Webber avec Hannibal Lecter : Les Origines du mal en 2007 ; ce dernier volet revient sur l'adolescence d'Hannibal.

Le film Le Silence des agneaux a remporté les cinq Oscars majeurs, en 1992 : meilleur film, meilleur réalisateur, meilleur scénario adapté, meilleur acteur (pour Hopkins) et meilleure actrice (pour Foster),,.

## Synopsis
Clarice Starling est une brillante stagiaire du FBI à l'académie de Quantico en Virginie. Bien qu'elle n'ait pas encore terminé ses études, ses compétences sont repérées par Jack Crawford, chef du département des sciences comportementales. Le département est sur la brèche dans le cadre de l'enquête sur un tueur en série sadique — surnommé « Buffalo Bill » par la presse — qui découpe une partie aléatoire de la peau de ses victimes.
Jack Crawford envoie Clarice auprès du docteur Hannibal Lecter alias « Hannibal le Cannibale ». Ce psychopathe est emprisonné depuis huit ans dans une cellule de très haute sécurité de l'hôpital psychiatrique de Baltimore dirigé par le docteur Chilton. Jack Crawford espère que Clarice pourra lui soutirer des informations capitales sur Buffalo Bill. Hannibal Lecter a en effet une formation de psychiatre, ce qui peut être utile pour l'enquête.
Hannibal l'oriente d'abord vers un entrepôt où elle découvre la tête d'un homme dans un bocal, la première victime de Buffalo Bill. Le psychiatre a très vite compris l'identité de Buffalo Bill : il lui a été présenté par l'un de ses patients, mort depuis, précisément celui qui a été découvert dans le hangar. Il marchande des indices à Clarice à condition qu'elle accepte de se prêter à des séances d'analyse. Bien qu’on l’ait mise en garde de ne rien révéler de personnel à Hannibal, Clarice consent à ces délicates séances en échange du jeu de pistes communiqué par Lecter.
Pendant ce temps, Buffalo Bill a enlevé la fille de l'influente sénatrice Martin. Dans l'urgence, afin qu'Hannibal lui révèle enfin l'identité du tueur, Clarice lui fait une offre mensongère au nom du sénateur : une cellule avec une vue au lieu de son cachot de Baltimore avec le droit de se promener et de se baigner sous haute surveillance, une semaine par an, sur une plage. Mais le docteur Chilton, qui espionne jalousement les conversations de Clarice et de Lecter, en fait part directement à la sénatrice qui fait une contre-proposition à Hannibal. Il est alors transféré entravé et muselé à Memphis où il donne de fausses informations à la mère éplorée. Clarice parvient à l'approcher dans le lieu où il séjourne et il lui fournit de précieux indices à l'issue de « son analyse » qui semble la valoriser à son regard de psychiatre.
Peu après, Lecter, étant parvenu à crocheter ses menottes, attaque les deux gardiens qui étaient venus lui apporter son repas. Il attache l'un des gardes avec les menottes aux barreaux de sa cage, avant de neutraliser le second en lui mordant la lèvre et en lui aspergeant le visage de gaz incapacitant. Puis il matraque le premier et lui fracasse le crâne.
Avertis d'une situation inhabituelle par des mouvements suspects de l'ascenseur, puis par des coups de feu, les agents de police se déploient dans le bâtiment. Arrivé dans la salle dans laquelle se trouve la cage de Lecter, ils font face à un spectacle épouvantable : l'un des gardes, éventré, et suspendu au-dessus du sol, tel un macabre ange de la mort. Le second est allongé sur le sol, inerte et le visage en sang. Toutefois, il est encore en vie. Alors qu'il est évacué par les services de secours, du sang qui s'égoutte sur le brancard depuis le plafond de l'ascenseur révèle la présence de Lecter sur le toit de la machine. Tandis que Pembry, le garde, est transféré par ambulance en direction de l'hôpital, les services d'intervention ouvrent le plafond de l'ascenseur afin de déloger Lecter. Au moment où un corps inanimé en tombe, il est révélé que la personne transportée dans l'ambulance est en réalité Lecter lui-même, ayant échangé ses vêtements puis dissimulé son propre visage sous celui, arraché, du garde Pembry !
Plus tard, tandis que Jack Crawford et son équipe suivent une mauvaise piste, les indices du docteur Lecter permettent à Clarice de trouver Buffalo Bill dans sa cachette. Ayant découvert qu'il utilisait la peau de ses victimes pour chercher à se confectionner des vêtements, elle le poursuit à travers diverses pièces de sa cave, mais se retrouve tout à coup dans le noir le plus total. Bien que désavantagée face à Buffalo Bill qui peut la voir grâce à ses jumelles de vision nocturne, Clarice est alertée par le bruit du percuteur du révolver de son ennemi et finit par l'abattre (à l'aveugle !), sauvant ainsi Catherine Martin.
Pendant ce temps, le docteur Lecter est parti pour les Bahamas, où il a suivi le docteur Chilton, dont il envisage de faire son prochain dîner pour se venger des traitements qu'il a subis de sa part durant sa détention.

## Fiche technique
Sauf indication contraire, les informations mentionnées dans cette section peuvent être confirmées par la base de données cinématographiques IMDb,  présente dans la section « Liens externes ».
- Titre original : The Silence of the Lambs
- Titre français et québécois : Le Silence des agneaux
- Réalisation : Jonathan Demme
- Scénario : Ted Tally, d'après le roman de Thomas Harris
- Musique : Howard Shore
- Direction artistique : Tim Galvin
- Décors : Kristi Rea, Karen O'Hara
- Costumes : Colleen Atwood
- Photographie : Tak Fujimoto
- Son : John Fundus, Skip Lievsay
- Montage : Craig McKay
- Production : Kenneth Utt, Edward Saxon et Ron Bozman
  - Production déléguée : Gary Goetzman
  - Production associée : Grace Blake
- Sociétés de production : Orion Pictures et Strong Heart/Demme Production
- Sociétés de distribution[4] :
  - États-Unis et Canada : Orion Pictures
  - France : Columbia TriStar Films, Ciné-Sorbonne (pour la réédition en version restaurée), Park Circus Films (France)[5]
  - Suisse : Columbus Film
- Budget : 20 millions de dollars[6]
- Pays de production :  États-Unis
- Langue originale : anglais
- Format : couleur (Technicolor) — 35 mm — 1,85:1 (Panavision) — son Dolby Digital / Dolby SR
- Genre : thriller, policier, épouvante-horreur, drame
- Durée : 118 minutes
- Dates de sortie[7] :
  - États-Unis : 14 février 1991
  - France : 10 avril 1991
  - Suisse romande : 17 avril 1991
- Classification[8] :
  - États-Unis : R – Restricted (les enfants de moins de 17 ans doivent être accompagnés d'un adulte).
  - France : interdit aux moins de 16 ans, Art et essai[5]

## Distribution

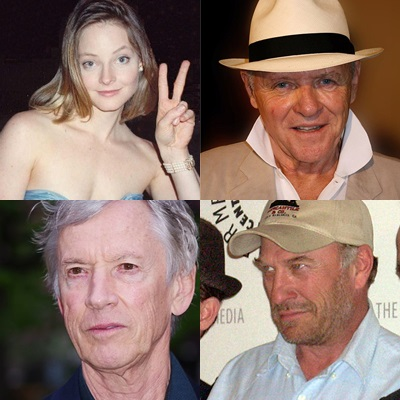
Les protagonistes du film : Clarice Starling (Jodie Foster), Hannibal Lecter (Anthony Hopkins), Jack Crawford (Scott Glenn) et « Buffalo Bill » (Ted Levine).

- Jodie Foster (VF : Micky Sébastian) : Clarice Starling
- Anthony Hopkins (VF : Jean-Pierre Moulin) : Dr Hannibal Lecter
- Scott Glenn (VF : Pierre Hatet) : Jack Crawford
- Ted Levine (VF : Richard Darbois) : Jame « Buffalo Bill » Gumb
- Anthony Heald (VF : Patrick Guillemin) : Dr Frederick Chilton
- Brooke Smith (VF : Brigitte Berges) : Catherine Martin
- Diane Baker : la sénatrice Ruth Martin
- Kasi Lemmons (VF : Magaly Berdy) : Ardelia Mapp
- Charles Napier (VF : Richard Leblond) : le lieutenant Boyle
- Tracey Walter (VF : Gilbert Levy) : Lamar
- Roger Corman : Hayden Burke, le directeur du FBI
- Ron Vawter (VF : Hervé Bellon) : Paul Krendler
- Danny Darst (VF : Hervé Caradec) : le sergent Tate
- Frankie Faison (VF : Georges Lycan) : Barney Matthews
- Paul Lazar (VF : Georges Caudron) : Dr Nicolas Pilcher, entomologiste
- Dan Butler : Dr Paul Roden, entomologiste
- Chris Isaak : le commandant du SWAT à Memphis
- Alex Coleman (VF : Gilbert Levy) : le sergent Jimmy Pembry
- Lauren Roselli[a] (VF : Françoise Cadol) : Stacy Hubka
- Brent Hinkley (VF : Éric Missoffe) : l'officier Bob Murray
- Pete McNamara (VF : Jean-Claude Sachot) : le shérif Perkins
- Harry Northup : M. Bimmel
- Cynthia Ettinger : le sergent Jacobs
- Bill Miller : M. Brigham
- Chuck Aber (VF : Jean-Jacques Nervest) : agent Ray Terry
- Leib Lensky (VF : Pierre Baton) : M. Lang
- Kenneth Utt (VF : Jean-Jacques Nervest) : Dr Akin
- Stuart Rudin (VF : Philippe Peythieu) : Miggs
- Gene Borkan : Oscar
- Lawrence T. Wrentz : agent Burrows
- Daniel von Bargen : l'officier en communication du SWAT
- Tommy Lafitte (VF : Jean-Jacques Nervest) : Johnny, le tireur du SWAT
- Obba Babatundé (VF : Philippe Peythieu) : Tim Langbord, le présentateur
- Adelle Lutz (en) : Donna, la présentatrice télé
- Jeffrie Lane (VF : Kris Bénard) : le père de Clarice
- George A. Romero (caméo, non crédité) : l'agent du FBI de Memphis

 Source et légende : version française (VF) sur RS Doublage, Voxofilm et selon le carton du doublage français sur le DVD zone 2.

## Production

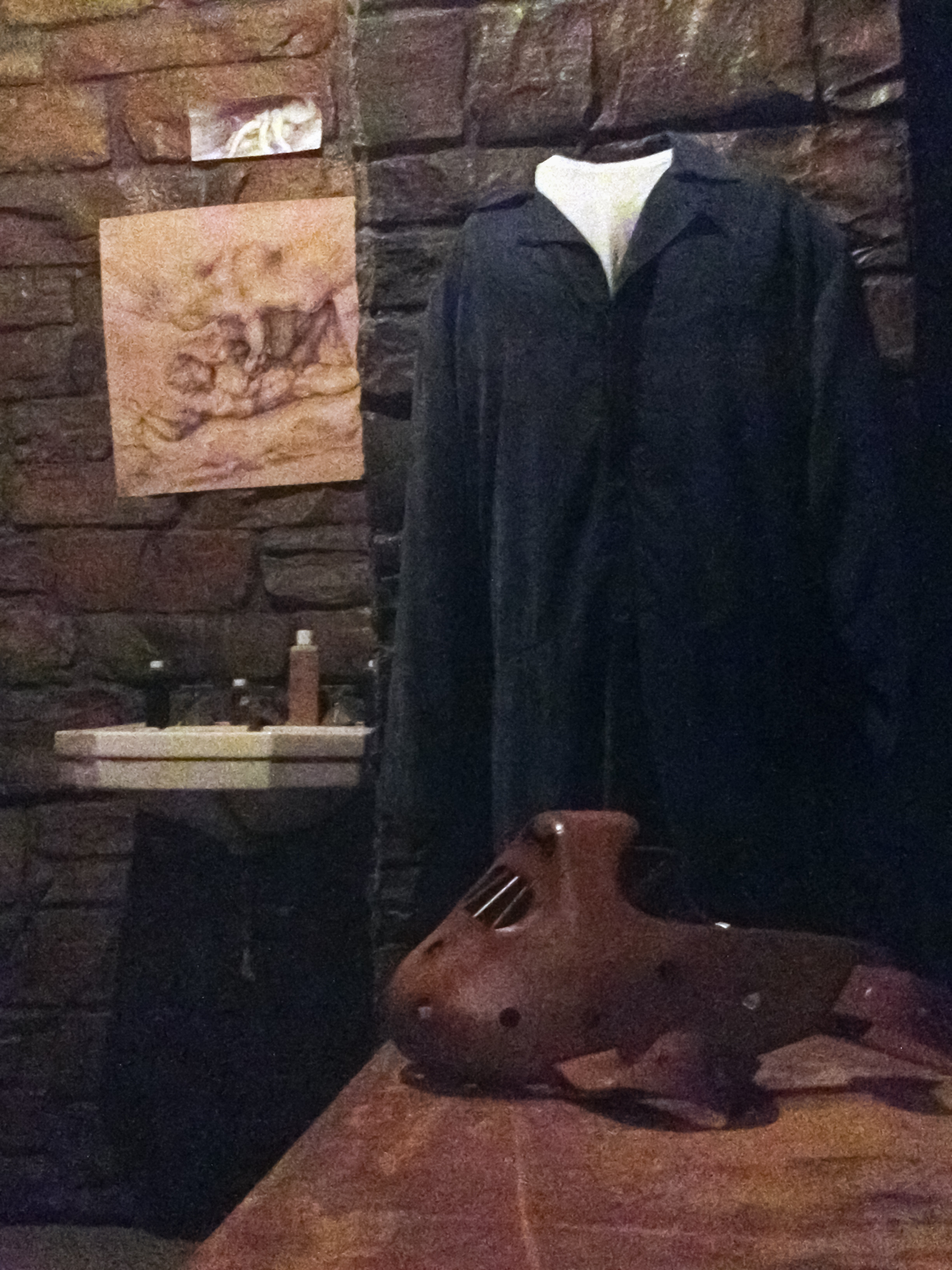
Reconstitution de la cellule (détail) d'Hannibal Lecter dans le film.
à Los Angeles.

### Scénario
Le scénario du Silence des agneaux a été écrit par Ted Tally et a reçu l'Oscar du meilleur scénario adapté en 1992. Le scénariste adapta le livre homonyme de Thomas Harris, second tome de sa tétralogie sur Hannibal Lecter. Pour écrire son roman, Harris s'inspira de trois tueurs en série : Ted Bundy, Gary Heidnick et Ed Gein. Le premier était un étudiant qui usait d'un faux plâtre au poignet afin de susciter la pitié des jeunes filles. Le second séquestrait des femmes dans une cave. Quant au troisième, il s'habillait avec la peau de ses victimes et se regardait régulièrement dans des miroirs. Ce dernier avait d'ailleurs inspiré les personnages de Norman Bates dans Psychose (1960) d'Alfred Hitchcock et de Leatherface dans Massacre à la tronçonneuse de Tobe Hooper.
Si le script respecte l'intrigue du roman, certains éléments y sont tout de même modifiés, par exemple :
- dans le livre, Jame Gumb étale Catherine Martin sur le dos, après l'avoir assommée, la déshabille et observe sa poitrine alors que, dans le film, il la met sur le ventre et regarde son dos ;
- dans le livre, Hannibal Lecter s'échappe en utilisant une clé qu'il a lui-même fabriquée à l'aide d'un des ressorts de sa couchette. Dans le film, il parvient à déverrouiller ses menottes à l'aide de l'agrafe métallique du stylo que le docteur Chilton, dans son excitation, laisse sur la couchette de Lecter lorsqu'il révèle à celui-ci le canular mis au point par Clarice et Crawford de son soi-disant transfert dans un pénitencier « avec vue » : dans cette scène, Lecter regarde avec convoitise le stylo que Chilton a oublié ; ensuite, lors de son arrivée à l'aéroport de Memphis et avant sa rencontre avec le sénateur Martin, Lecter a un instant d'inquiétude quand Chilton cherche son stylo dans ses poches, étonné de ne pas le retrouver, mais l'un des gardiens met fin au bref suspense en prêtant le sien à Chilton.
- dans le livre, Hannibal Lecter possède six doigts à sa main gauche.
- dans le livre, le gardien Boyle est retrouvé attaché à la table, le visage à moitié dévoré ; dans le film, il est retrouvé suspendu devant la cellule, le ventre ouvert ;
- à la fin, Hannibal Lecter se cache à Chesapeake, projetant d'aller à Rio de Janeiro, et prend contact avec Clarice en lui écrivant une lettre. Dans le film, Lecter se cache aux Bahamas et contacte Clarice par téléphone le soir où elle reçoit son badge officiel d'agent du FBI.
- le film omet également d'autres éléments du livre comme les personnages de Bella Crawford (épouse malade de Jack) et de Klaus (l'amant de Raspail), mais comporte aussi quelques ajouts, comme le striptease filmé de Jame Gumb, habillé en femme, au son de la chanson Goodbye Horses (en).

### Préproduction
C'est l'acteur Gene Hackman qui détenait les droits du film et qui désirait diriger et jouer dans le film, mais il changea d'avis après la première lecture du scénario de Ted Tally qu'il considéra comme trop violent.
Jonathan Demme reprit le projet et proposa le rôle de Clarice Starling à Michelle Pfeiffer. Après réflexion, celle-ci refusa, trouvant l'histoire trop sombre et violente et déclara plus tard que cette décision avait été très difficile à prendre. Kim Basinger, Emma Thompson, et Meg Ryan ont été ensuite approchées, avant que le metteur en scène ne porte son choix sur Jodie Foster qui venait de remporter l'Oscar de la meilleure actrice pour Les Accusés (1988) de Jonathan Kaplan. Jodie Foster s'était déjà rapprochée du scénariste Ted Tally qui lui a dit : « Je suis en train d'écrire un rôle pour vous ». Pendant la préparation du film, c'est elle qui est venue voir les producteurs à plusieurs reprises en leur disant : « Si jamais il y a un problème avec l'autre actrice, je suis là ! » ou en demandant à Jonathan Demme de la considérer comme son « deuxième choix » en cas de désistement de Pfeiffer. Elle avança un point de vue qui retint l'attention du réalisateur : « Cette histoire parle d'une jeune femme qui essaie d'en sauver une autre ». Enfin, Demme, voyant un jour venir vers lui sa petite silhouette farouchement déterminée, a confié à Tally : « Clarice, c'est elle ».
Pour le rôle d'Hannibal Lecter, le choix initial de la production était Robert Duvall qui le refusa tout comme Sean Connery  pensant que le scénario du film était « immoral ». Anthony Hopkins le reprit.
La préparation du film se fit dans un grand souci de réalisme. En effet, Jodie Foster et Scott Glenn furent mis en relation avec des agents du FBI, et passèrent beaucoup de temps à se familiariser avec les techniques, mais également avec l'état d'esprit de ces personnes. Glenn a même visionné des photographies de scènes de crimes. « J'ai perdu un certain degré d'innocence », dira-t-il plus tard.

### Tournage

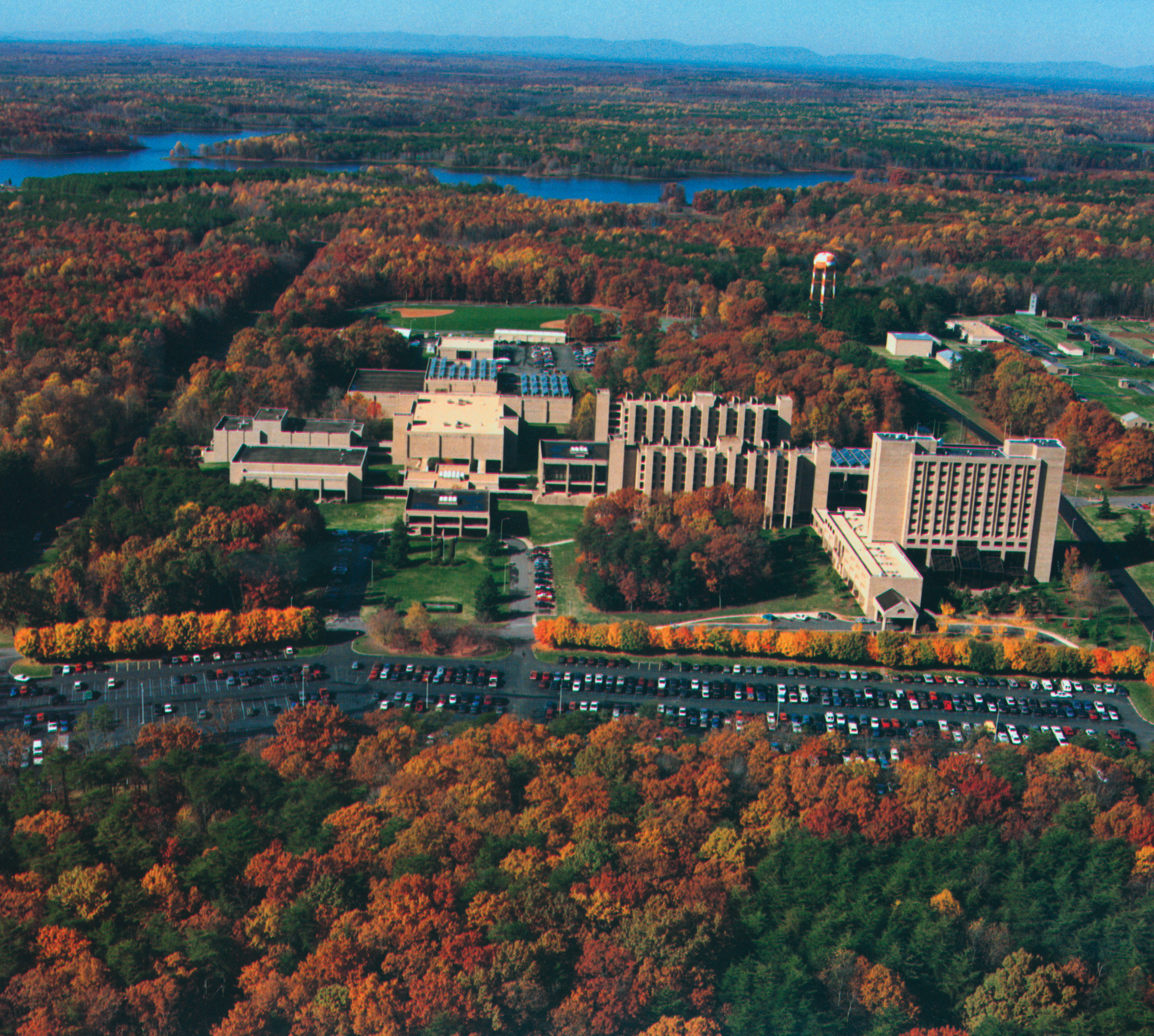
Académie du FBI à Quantico.

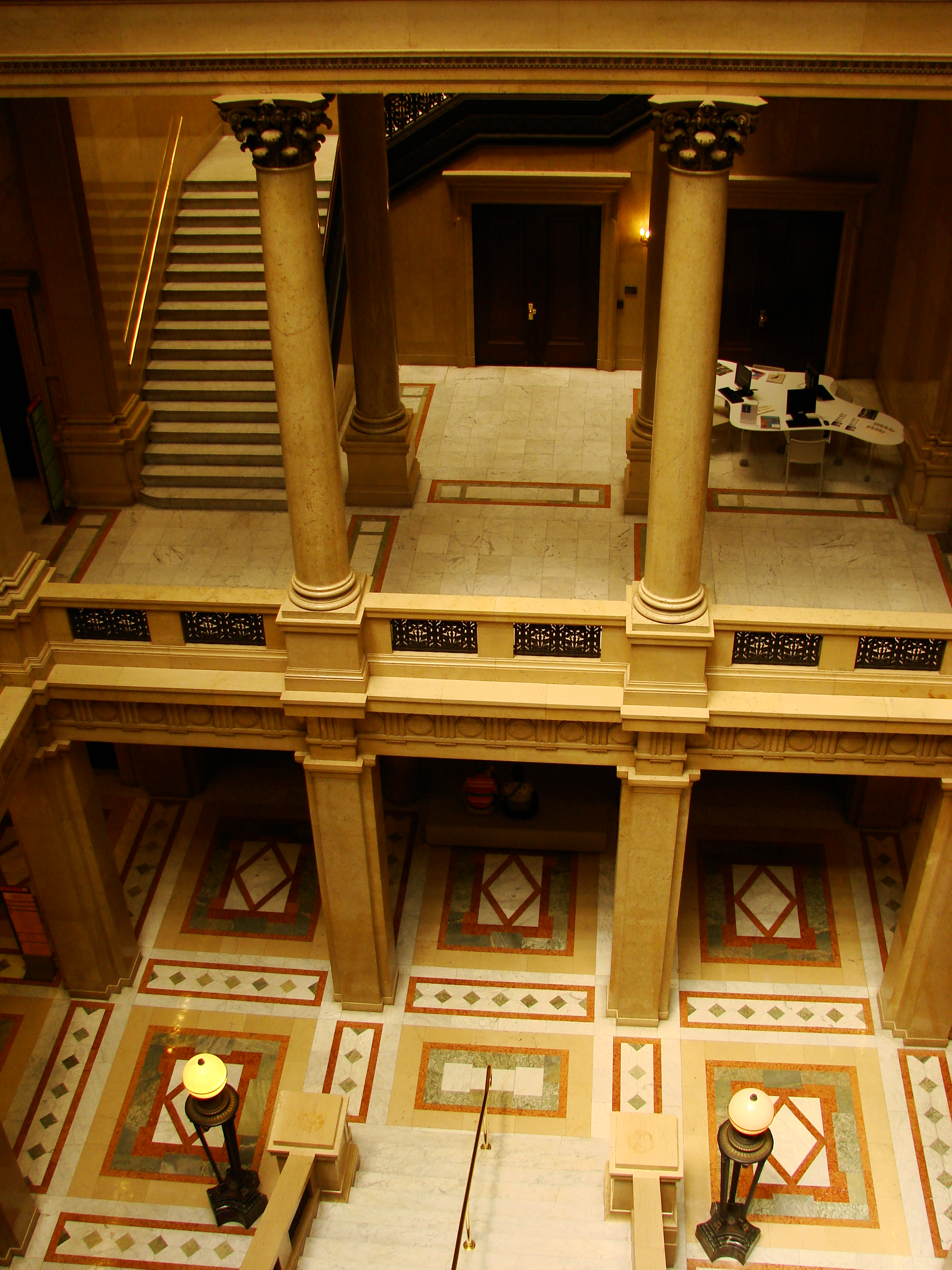
Hall du musée Carnegie d'histoire naturelle où Clarice vient consulter les deux entomologistes au sujet du cocon.

- Le tournage a commencé le 15 novembre 1989 et s'est achevé le 1er mars 1990[20].
- Extérieurs :
  - Aux  États-Unis :
    - Ohio  : Bellaire (vue du pont de « Belvedere, Ohio » dans le film),
    - Missouri  : aéroport international de Lambert-Saint-Louis ,
    - Pennsylvanie  :
      - Old Allegheny County Jail (en) (intérieurs du « State Forensic Hospital de Baltimore » où est incarcéré Lecter dans le film),
      - Canonsburg (vues extérieures du « State Forensic Hospital de Baltimore » où est incarcéré Lecter dans le film),
      - Crescent Township (Clarice inspecte la demeure des Bimmel située à « Belvedere, Ohio » dans le film),
      - Homestead, McKeesport (scènes intérieures à la maison funéraire, morgue et cérémonie religieuse),
      - Perryopolis et Layton (en) (scènes à la maison de Jame Gumb située à « Belvedere, Ohio » dans le film),
      - Pittsburgh  : aéroport international de Pittsburgh (scènes du transfert de nuit de Lecter), Soldiers and Sailors Memorial Hall and Museum (en) (scènes au « palais de Justice du Comté de Shelby » dans le film) et au musée Carnegie d'histoire naturelle (Clarice vient au musée avec le cocon du papillon pour connaître sa provenance),
      - Rural Valley (extérieurs de la maison funéraire),
      - Shaler Township,

    - Tennessee  : Memphis (images d'archives),
    - Virginie  : comté de Clay, Quantico (scènes à l'Académie du FBI),
    - Washington (district de Columbia)  : Department of Labor Frances Perkins Building (en),

  - Aux  Bahamas : Aéroport de North Bimini (en) aux îles Bimini (scène finale où Lecter téléphone à Clarice puis prend en filature le docteur Chilton).

### Musique
Tous les morceaux sont des instrumentaux composés par Howard Shore.
| The Silence of the Lambs: Music From The Motion Pictures Soundtrack | The Silence of the Lambs: Music From The Motion Pictures Soundtrack     | The Silence of the Lambs: Music From The Motion Pictures Soundtrack | The Silence of the Lambs: Music From The Motion Pictures Soundtrack | The Silence of the Lambs: Music From The Motion Pictures Soundtrack | The Silence of the Lambs: Music From The Motion Pictures Soundtrack | The Silence of the Lambs: Music From The Motion Pictures Soundtrack | The Silence of the Lambs: Music From The Motion Pictures Soundtrack | The Silence of the Lambs: Music From The Motion Pictures Soundtrack | The Silence of the Lambs: Music From The Motion Pictures Soundtrack |
| No                                                                  | Titre                                                                   | Durée                                                               |                                                                     |                                                                     |                                                                     |                                                                     |                                                                     |                                                                     |                                                                     |
| ------------------------------------------------------------------- | ----------------------------------------------------------------------- | ------------------------------------------------------------------- | ------------------------------------------------------------------- | ------------------------------------------------------------------- | ------------------------------------------------------------------- | ------------------------------------------------------------------- | ------------------------------------------------------------------- | ------------------------------------------------------------------- | ------------------------------------------------------------------- |
| 1.                                                                  | Main Title                                                              | 5:04                                                                |                                                                     |                                                                     |                                                                     |                                                                     |                                                                     |                                                                     |                                                                     |
| 2.                                                                  | The Asylum                                                              | 3:53                                                                |                                                                     |                                                                     |                                                                     |                                                                     |                                                                     |                                                                     |                                                                     |
| 3.                                                                  | Clarice                                                                 | 3:03                                                                |                                                                     |                                                                     |                                                                     |                                                                     |                                                                     |                                                                     |                                                                     |
| 4.                                                                  | Return to the Asylum                                                    | 2:35                                                                |                                                                     |                                                                     |                                                                     |                                                                     |                                                                     |                                                                     |                                                                     |
| 5.                                                                  | The Abduction                                                           | 3:01                                                                |                                                                     |                                                                     |                                                                     |                                                                     |                                                                     |                                                                     |                                                                     |
| 6.                                                                  | Quid Pro Quo                                                            | 4:41                                                                |                                                                     |                                                                     |                                                                     |                                                                     |                                                                     |                                                                     |                                                                     |
| 7.                                                                  | Lecter in Memphis                                                       | 5:41                                                                |                                                                     |                                                                     |                                                                     |                                                                     |                                                                     |                                                                     |                                                                     |
| 8.                                                                  | Lambs Screaming                                                         | 5:34                                                                |                                                                     |                                                                     |                                                                     |                                                                     |                                                                     |                                                                     |                                                                     |
| 9.                                                                  | Lecter Escapes                                                          | 5:06                                                                |                                                                     |                                                                     |                                                                     |                                                                     |                                                                     |                                                                     |                                                                     |
| 10.                                                                 | Belvedere, Ohio                                                         | 3:32                                                                |                                                                     |                                                                     |                                                                     |                                                                     |                                                                     |                                                                     |                                                                     |
| 11.                                                                 | The Moth (Le Papillon)                                                  | 2:20                                                                |                                                                     |                                                                     |                                                                     |                                                                     |                                                                     |                                                                     |                                                                     |
| 12.                                                                 | The Cellar (conception électronique par Skip Livesay et Eugene Gearity) | 7:02                                                                |                                                                     |                                                                     |                                                                     |                                                                     |                                                                     |                                                                     |                                                                     |
| 13.                                                                 | Finale                                                                  | 4:50                                                                |                                                                     |                                                                     |                                                                     |                                                                     |                                                                     |                                                                     |                                                                     |
| 57 min 9 s                                                          |                                                                         |                                                                     |                                                                     |                                                                     |                                                                     |                                                                     |                                                                     |                                                                     |                                                                     |

Production
- Direction de l'Orchestre symphonique de Munich : Paul Talkington
- Orchestration : Homer Denison
- Préparation de la musique : Vic Fraser
- Enregistrement :
  - Prise de son : Alan Snelling
  - Mixage : Gary Chester
- Préparation électronique : John Mahoney
- Montage son : Suzana Peric, Nick Ratner (assistant)
- Mastering : Vlado Mellior
- Coordination musicale : Barklie K. Griggs, Jennifer Richardson, Dana K. Sano
- Direction artistique pochette album : JA
- Design pochette : Georgopoulos Design, Inc.

Musiques et chansons additionnelles non incluses dans la BO (listées dans le générique de fin).
- American Girl (en) (1977), paroles et musique de Tom Petty, interprétée par Tom Petty and the Heartbreakers, chanson que Catherine Martin écoute et chante à tue-tête dans sa voiture, peu de temps avant son enlèvement par le tueur Buffalo Bill.
- Goodbye Horses (en) (1988), paroles et musique de William Garvey, interprétée par Q Lazzarus, à l'esthétique new wave, sert de musique de fond au strip-tease solitaire et halluciné du tueur en série, dans une scène de maquillage et de danse où Buffalo Bill parvient à « escamoter » brièvement ses parties génitales, afin de donner à son bas-ventre l'aspect de celui d'une femme.
- Les Variations Goldberg (1740) de Jean-Sébastien Bach sont jouées au piano par Jerry Zimmerman (séquence où le docteur Lecter est enfermé dans une cage du palais de justice).
- Alone (1986), paroles et musique de Colin Newman et Graham Lewis (en)[c], interprétée par Colin Newman (scène où Buffalo Bill est en train de coudre à la machine dans son sous-sol).
- Sunny Day (en) (1991), paroles et musique de Ted Ottaviano, interprétée par le groupe Book of Love (scène dans un bar de Belvedere où Clarice interroge Stacy Hubka[a], amie de la défunte victime Fredrica Bimmel).
- Real Men, paroles et musique de Bruce Licher, Mark Erskine et Jeff Long, interprétée par le groupe Savage Republic (en), de leur album Tragic Figures (en) (1982).
- Hip Priest, paroles et musique de Mark E. Smith, Mark Riley, Steve Hanley, Craig Scanlon, Paul Hanley (de), interprétée par le groupe The Fall, de leur album Hex Enduction Hour (1982).
- Lanmo Nan Zile A, paroles, musique et interprétation par Les Frères Parent[d].

Titres non crédités au générique.
- Extrait de l'hymne Rock of Ages (en) (1763) d'Augustus Toplady.
- Extrait de La Flûte enchantée (1791), de Wolfgang Amadeus Mozart.

## Accueil
« Réussite exemplaire du film de terreur. [...] Cette adaptation du best-seller de Thomas Harris glace le sang, parce que la barbarie naît ici de la plus haute intelligence. Le suspense tient autant dans le jeu de pistes macabre que dans l'affrontement psychologique entre Hannibal le cannibale, ogre moderne, psychopathe luciférien, et Clarice, flic séduisante, proie virtuelle, tour à tour malléable, angoissée, courageuse. Il s'agit bien ici de sonder toutes les zones d'ombre de la chair (une chrysalide au fond de la gorge d'une victime !) et de l'inconscient, sans compter celles des maisons (le cache-cache final, hallucinant, dans le noir complet). Peur profonde, sexualité enfouie, pulsion de mort, tout cela est savamment entretenu par la mise en scène. Dans ce voyage au bout du mal, qu'on peut aussi voir comme une histoire d'amour dévorant, tout est plausible et palpable, de là vient l'effroi. Gaffe au traumatisme. »

— Jacques Morice, Télérama.

« Le réalisateur Jonathan Demme et le scénariste Ted Tally, à partir du roman de Thomas Harris, décortiquent les horreurs de la vie quotidienne et de l’enfance qui commencent à concurrencer les crimes les plus exotiques du méchant Hannibal Lecter. Si la justice est servie, nous ne nous sentons pas plus en sécurité. [...] « Clarice et ses profondes blessures » par Jodie Foster et « Lecter amateur de Chianti-et-fèves » par Anthony Hopkins, sont devenus des classiques de l'interprétation au cinéma. [...] Le Silence des agneaux est l'un des films d'épouvante psychologique les plus complexes et déconcertants. Les fans de films d'horreur guetteront également les apparitions en caméo des réalisateurs George A. Romero et Roger Corman. »

— Mark Deming, AllMovie,.

### Accueil critique
Il a reçu un accueil critique très favorable, recueillant 94 % de critiques positives, avec une note moyenne de 8,5/10 et sur la base de 62 critiques collectées, sur le site agrégateur de critiques Rotten Tomatoes. Sur Metacritic, il obtient un score de 84/100 sur la base de 17 critiques collectées.

### Box-office
Le film a connu un important succès commercial.
| Pays ou Régions | Recette du 1er week-end | Recette du 1er week-end  | Recette Globale | Recette Globale            | Nbre de sem. | Nbre d'entrées |
| Pays ou Régions | Recette                 | Date                     | Recette         | Date d'arrêt du box-office | Nbre de sem. | Nbre d'entrées |
| --------------- | ----------------------- | ------------------------ | --------------- | -------------------------- | ------------ | -------------- |
| États-Unis      | 13 766 814 $            | du 14 au 16 février 1991 | 130 742 922 $   | 10 octobre 1991            | 45           | 31 129 000     |
| International   | -                       | -                        | 142 010 962 $   | -                          | -            | -              |
| France          | -                       | -                        | -               | -                          | -            | 3 110 147      |
| Paris           | -                       | -                        | -               | -                          | -            | 894 590        |
| Total mondial   | -                       | -                        | 272 742 922 $   | 10 octobre 1991            | 45           | -              |

## Distinctions
Source : Internet Movie Database et Allociné

### Année 1991
| Évènements                               | Catégorie / Récompense                                | Nommé(es) / Lauréat(es)                           | Résultat   |
| ---------------------------------------- | ----------------------------------------------------- | ------------------------------------------------- | ---------- |
| Awards Circuit Community Awards (ACCA)   | ACCA du meilleur film                                 | Edward Saxon et Kenneth Utt                       | Lauréat    |
| Awards Circuit Community Awards (ACCA)   | ACCA du meilleur réalisateur                          | Jonathan Demme                                    | Lauréat    |
| Awards Circuit Community Awards (ACCA)   | ACCA du meilleur casting pour un film                 | Howard Feuer                                      | Lauréat    |
| Awards Circuit Community Awards (ACCA)   | ACCA du meilleur montage de film                      | Craig McKay                                       | Lauréat    |
| Awards Circuit Community Awards (ACCA)   | ACCA du meilleur acteur dans un rôle principal        | Anthony Hopkins                                   | Lauréat    |
| Awards Circuit Community Awards (ACCA)   | ACCA de la meilleure actrice dans un rôle principal   | Jodie Foster                                      | Lauréat    |
| Awards Circuit Community Awards (ACCA)   | ACCA du meilleur scénario adapté                      | Ted Tally                                         | Lauréat    |
| Awards Circuit Community Awards (ACCA)   | ACCA de la meilleure photographie                     | Tak Fujimoto                                      | Lauréat    |
| Awards Circuit Community Awards (ACCA)   | Meilleur son                                          | Tom Fleischman et Christopher Newman              | Nomination |
| Awards Circuit Community Awards (ACCA)   | Meilleur maquillage et coiffure                       | Allen Weisinger, Carl Fullerton et Alan D'Angerio | Nomination |
| Awards Circuit Community Awards (ACCA)   | Meilleure musique originale                           | Howard Shore                                      | Nomination |
| Awards Circuit Community Awards (ACCA)   | Meilleur acteur dans un second rôle                   | Ted Levine                                        | Nomination |
| Awards Circuit Community Awards (ACCA)   | Meilleur décor                                        | Karen O'Hara et Kristi Zea                        | Nomination |
| Awards Circuit Community Awards (ACCA)   | Meilleur ensemble de cascades                         | Le Silence des agneaux                            | Nomination |
| Berlin International Film Festival       | Ours d'argent du meilleur réalisateur                 | Jonathan Demme                                    | Lauréat    |
| Berlin International Film Festival       | Ours d'or du meilleur réalisateur                     | Jonathan Demme                                    | Nomination |
| Boston Society of Film Critics           | BSFC Award du meilleur film                           | Le Silence des agneaux                            | Lauréat    |
| Boston Society of Film Critics           | BSFC Award du meilleur réalisateur                    | Jonathan Demme                                    | Lauréat    |
| Boston Society of Film Critics           | BSFC Award du meilleur acteur dans un second rôle     | Anthony Hopkins                                   | Lauréat    |
| Boston Society of Film Critics           | BSFC Award de la meilleure photographie               | Tak Fujimoto                                      | Lauréat    |
| Casting Society of America               | Meilleur casting pour un film dramatique              | Howard Feuer                                      | Nomination |
| Fangoria Chainsaw Awards                 | Chainsaw Award du meilleur film studio / gros budget  | Le Silence des agneaux                            | Lauréat    |
| Fangoria Chainsaw Awards                 | Chainsaw Award du meilleur scénario                   | Ted Tally                                         | Lauréat    |
| Fangoria Chainsaw Awards                 | Chainsaw Award du meilleur acteur                     | Anthony Hopkins                                   | Lauréat    |
| Fangoria Chainsaw Awards                 | Chainsaw Award de la meilleure actrice                | Jodie Foster                                      | Lauréat    |
| Fangoria Chainsaw Awards                 | Meilleure bande sonore                                | Howard Shore                                      | Nomination |
| Festival du film fantastique d'Amsterdam | Silver Scream Award                                   | Jonathan Demme                                    | Lauréat    |
| Goldene Leinwand (Golden Screen)         | Golden Screen                                         | Le Silence des agneaux                            | Lauréat    |
| Prix Hōchi du cinéma                     | Hochi Film Award du meilleur film en langue étrangère | Jonathan Demme                                    | Lauréat    |
| Jupiter Awards                           | Jupiter Awards de la meilleure actrice internationale | Jodie Foster                                      | Lauréat    |
| Kansas City Film Critics Circle          | KCFCC Award du meilleur film                          | Le Silence des agneaux                            | Lauréat    |
| Kansas City Film Critics Circle          | KCFCC Award du meilleur réalisateur                   | Jonathan Demme                                    | Lauréat    |
| Kansas City Film Critics Circle          | KCFCC Award du meilleur acteur                        | Anthony Hopkins                                   | Lauréat    |
| Kansas City Film Critics Circle          | KCFCC Award de la meilleure actrice                   | Jodie Foster                                      | Lauréat    |
| Los Angeles Film Critics Association     | Meilleure musique                                     | Howard Shore                                      | Nomination |
| National Board of Review 2001 :          | NBR Award du meilleur film                            | Le Silence des agneaux                            | Lauréat    |
| National Board of Review 2001 :          | NBR Award des dix meilleurs films                     | Le Silence des agneaux                            | Lauréat    |
| National Board of Review 2001 :          | NBR Award du meilleur réalisateur                     | Jonathan Demme                                    | Lauréat    |
| National Board of Review 2001 :          | NBR Award du meilleur acteur dans un second rôle      | Anthony Hopkins                                   | Lauréat    |
| New York Film Critics Circle             | NYFCC Award du meilleur film                          | Le Silence des agneaux                            | Lauréat    |
| New York Film Critics Circle             | NYFCC Award du meilleur réalisateur                   | Jonathan Demme                                    | Lauréat    |
| New York Film Critics Circle             | NYFCC Award du meilleur acteur                        | Anthony Hopkins                                   | Lauréat    |
| New York Film Critics Circle             | NYFCC Award de la meilleure actrice                   | Jodie Foster                                      | Lauréat    |
| Sant Jordi Awards                        | Meilleure actrice étrangère                           | Jodie Foster                                      | Nomination |

### Année 1992
| Évènements                                                           | Catégorie / Récompense                                       | Nommé(es) / Lauréat(es)                                       | Résultat   |
| -------------------------------------------------------------------- | ------------------------------------------------------------ | ------------------------------------------------------------- | ---------- |
| Academy of Science Fiction, Fantasy and Horror Films - Saturn Awards | Saturn Award du meilleur film d'horreur                      | Le Silence des agneaux                                        | Lauréat    |
| Academy of Science Fiction, Fantasy and Horror Films - Saturn Awards | Saturn Award du meilleur acteur                              | Anthony Hopkins                                               | Lauréat    |
| Academy of Science Fiction, Fantasy and Horror Films - Saturn Awards | Saturn Award du meilleur scénario                            | Ted Tally                                                     | Lauréat    |
| Academy of Science Fiction, Fantasy and Horror Films - Saturn Awards | Saturn Award des meilleurs maquillages                       | Carl Fullerton et Neal Martz                                  | Lauréat    |
| Academy of Science Fiction, Fantasy and Horror Films - Saturn Awards | Meilleure actrice                                            | Jodie Foster                                                  | Nomination |
| Academy of Science Fiction, Fantasy and Horror Films - Saturn Awards | Meilleure réalisation                                        | Jonathan Demme                                                | Nomination |
| Academy of Science Fiction, Fantasy and Horror Films - Saturn Awards | Meilleure musique                                            | Howard Shore                                                  | Nomination |
| Academy of Science Fiction, Fantasy and Horror Films - Saturn Awards | Meilleurs costumes                                           | Colleen Atwood                                                | Nomination |
| ASCAP Film and Television Music Awards                               | ASCAP Award des meilleurs films au box-office                | Howard Shore                                                  | Lauréat    |
| ASECAN (Association des écrivains cinématographiques d'Andalousie)   | ASECAN Award du meilleur film étranger                       | Jonathan Demme                                                | Lauréat    |
| American Cinema Editors                                              | Meilleur montage                                             | Craig McKay                                                   | Nomination |
| Awards of the Japanese Academy                                       | Award of the Japanese Academy du meilleur film étranger      | Le Silence des agneaux                                        | Nomination |
| BAFTA Awards                                                         | BAFTA du meilleur acteur                                     | Anthony Hopkins                                               | Lauréat    |
| BAFTA Awards                                                         | BAFTA de la meilleure actrice                                | Jodie Foster                                                  | Lauréat    |
| BAFTA Awards                                                         | Meilleur film                                                | Ronald M. Bozman, Jonathan Demme, Edward Saxon et Kenneth Utt | Nomination |
| BAFTA Awards                                                         | Meilleur réalisateur                                         | Jonathan Demme                                                | Nomination |
| BAFTA Awards                                                         | Meilleur scénario adapté                                     | Ted Tally                                                     | Nomination |
| BAFTA Awards                                                         | Meilleure photographie                                       | Tak Fujimoto                                                  | Nomination |
| BAFTA Awards                                                         | Meilleure musique                                            | Howard Shore                                                  | Nomination |
| BAFTA Awards                                                         | Meilleur montage                                             | Craig McKay                                                   | Nomination |
| BAFTA Awards                                                         | Meilleur son                                                 | Skip Lievsay, Christopher Newman et Tom Fleischman            | Nomination |
| Blue Ribbon Awards                                                   | Blue Ribbon Award du meilleur film en langue étrangère       | Jonathan Demme                                                | Lauréat    |
| César du cinéma                                                      | Meilleur film étranger                                       | Jonathan Demme                                                | Nomination |
| Chicago Film Critics Association                                     | CFCA Award du meilleur film                                  | Le Silence des agneaux                                        | Lauréat    |
| Chicago Film Critics Association                                     | CFCA Award du meilleur réalisateur                           | Jonathan Demme                                                | Lauréat    |
| Chicago Film Critics Association                                     | CFCA Award du meilleur acteur                                | Anthony Hopkins                                               | Lauréat    |
| Chicago Film Critics Association                                     | CFCA Award de la meilleure actrice                           | Jodie Foster                                                  | Lauréat    |
| Chicago Film Critics Association                                     | CFCA Award du meilleur scénario adapté                       | Ted Tally                                                     | Lauréat    |
| Dallas-Fort Worth Film Critics Association                           | DFWFCA Award du meilleur acteur                              | Anthony Hopkins                                               | Lauréat    |
| Dallas-Fort Worth Film Critics Association                           | DFWFCA Award de la meilleure actrice                         | Jodie Foster                                                  | Lauréat    |
| Dallas-Fort Worth Film Critics Association                           | Meilleur film                                                | Le Silence des agneaux                                        | Nomination |
| Dallas-Fort Worth Film Critics Association                           | Meilleur réalisateur                                         | Jonathan Demme                                                | Nomination |
| Dallas-Fort Worth Film Critics Association                           | Meilleur scénario                                            | Ted Tally                                                     | Nomination |
| Directors Guild of America Awards                                    | DGA Award de la meilleure réalisation d'un film              | Jonathan Demme, Kenneth Utt, Ron Bozman et Kyle McCarthy      | Lauréat    |
| Golden Globes                                                        | Golden Globe de la meilleure actrice dans un film dramatique | Jodie Foster                                                  | Lauréat    |
| Golden Globes                                                        | Meilleur film dramatique                                     | Le Silence des agneaux                                        | Nomination |
| Golden Globes                                                        | Meilleur réalisateur                                         | Jonathan Demme                                                | Nomination |
| Golden Globes                                                        | Meilleur acteur dans un film dramatique                      | Anthony Hopkins                                               | Nomination |
| Golden Globes                                                        | Meilleur scénario                                            | Ted Tally                                                     | Nomination |
| Italian National Syndicate of Film Journalists                       | Meilleur réalisateur étranger                                | Jonathan Demme                                                | Nomination |
| London Film Critics Circle                                           | Film de l'année                                              | Le Silence des agneaux                                        | Nomination |
| London Film Critics Circle                                           | Réalisateur de l'année                                       | Jonathan Demme                                                | Nomination |
| London Film Critics Circle                                           | Acteur de l'année                                            | Anthony Hopkins                                               | Nomination |
| London Film Critics Circle                                           | Actrice de l'année                                           | Jodie Foster                                                  | Nomination |
| National Society of Film Critics                                     | Meilleure actrice                                            | Jodie Foster                                                  | Nomination |
| National Society of Film Critics                                     | Meilleur réalisateur                                         | Jonathan Demme                                                | Nomination |
| Oscars                                                               | Oscar du meilleur film                                       | Edward Saxon, Kenneth Utt et Ronald M. Bozman                 | Lauréat    |
| Oscars                                                               | Oscar du meilleur acteur                                     | Anthony Hopkins                                               | Lauréat    |
| Oscars                                                               | Oscar de la meilleure actrice                                | Jodie Foster                                                  | Lauréat    |
| Oscars                                                               | Oscar du meilleur réalisateur                                | Jonathan Demme                                                | Lauréat    |
| Oscars                                                               | Oscar du meilleur scénario adapté                            | Ted Tally                                                     | Lauréat    |
| Oscars                                                               | Meilleur montage                                             | Craig McKay                                                   | Nomination |
| Oscars                                                               | Meilleur son                                                 | Tom Fleischman et Christopher Newman                          | Nomination |
| People's Choice Awards                                               | People's Choice Award du film dramatique préféré             | Le Silence des agneaux                                        | Lauréat    |
| Prix Edgar-Allan-Poe                                                 | Prix Edgar-Allan-Poe du meilleur scénario                    | Ted Tally                                                     | Lauréat    |
| Producers Guild of America Awards                                    | PGA Award du meilleur producteur de film                     | Edward Saxon, Kenneth Utt et Ron Bozman                       | Lauréat    |
| Sant Jordi Awards                                                    | Sant Jordi du meilleur acteur dans un film étranger          | Anthony Hopkins                                               | Lauréat    |
| USC Scripter Award                                                   | USC Scripter Award                                           | Ted Tally et Thomas Harris                                    | Nomination |
| Writers Guild of America Awards                                      | WGA Award du meilleur scénario adapté                        | Ted Tally                                                     | Lauréat    |

### Année 1997-2012
| Années | Évènements                             | Catégorie / Récompense                  | Nommé(es) / Lauréat(es)     | Résultats  |
| ------ | -------------------------------------- | --------------------------------------- | --------------------------- | ---------- |
| 1997   | Online Film and Television Association | OFTA Film Hall of Fame du meilleur film | Le Silence des agneaux      | Lauréat    |
| 2012   | 20/20 Awards                           | Felix de la meilleure image             | Le Silence des agneaux      | Lauréat    |
| 2012   | 20/20 Awards                           | Felix du meilleur réalisateur           | Jonathan Demme              | Lauréat    |
| 2012   | 20/20 Awards                           | Felix du meilleur acteur                | Anthony Hopkins             | Lauréat    |
| 2012   | 20/20 Awards                           | Felix de la meilleure actrice           | Jodie Foster                | Lauréat    |
| 2012   | 20/20 Awards                           | Felix du meilleur scénario adapté       | Ted Tally                   | Lauréat    |
| 2012   | 20/20 Awards                           | Meilleur acteur dans un second rôle     | Ted Levine                  | Nomination |
| 2012   | 20/20 Awards                           | Meilleure actrice dans un second rôle   | Brooke Smith                | Nomination |
| 2012   | 20/20 Awards                           | Meilleur montage de film                | Craig McKay                 | Nomination |
| 2012   | 20/20 Awards                           | Meilleure musique originale             | Howard Shore                | Nomination |
| 2012   | 20/20 Awards                           | Meilleur design sonore                  | Felix de la meilleure image | Nomination |
| 2012   | 20/20 Awards                           | Meilleure photographie                  | Tak Fujimoto                | Nomination |

### Conservation
En 2011, le film est sélectionné par le National Film Preservation Board pour conservation au National Film Registry (une archive cinématographique) de la Bibliothèque du Congrès, en raison de son apport « culturel, historique ou esthétique » à la culture américaine.

## Commentaires

### Anecdotes

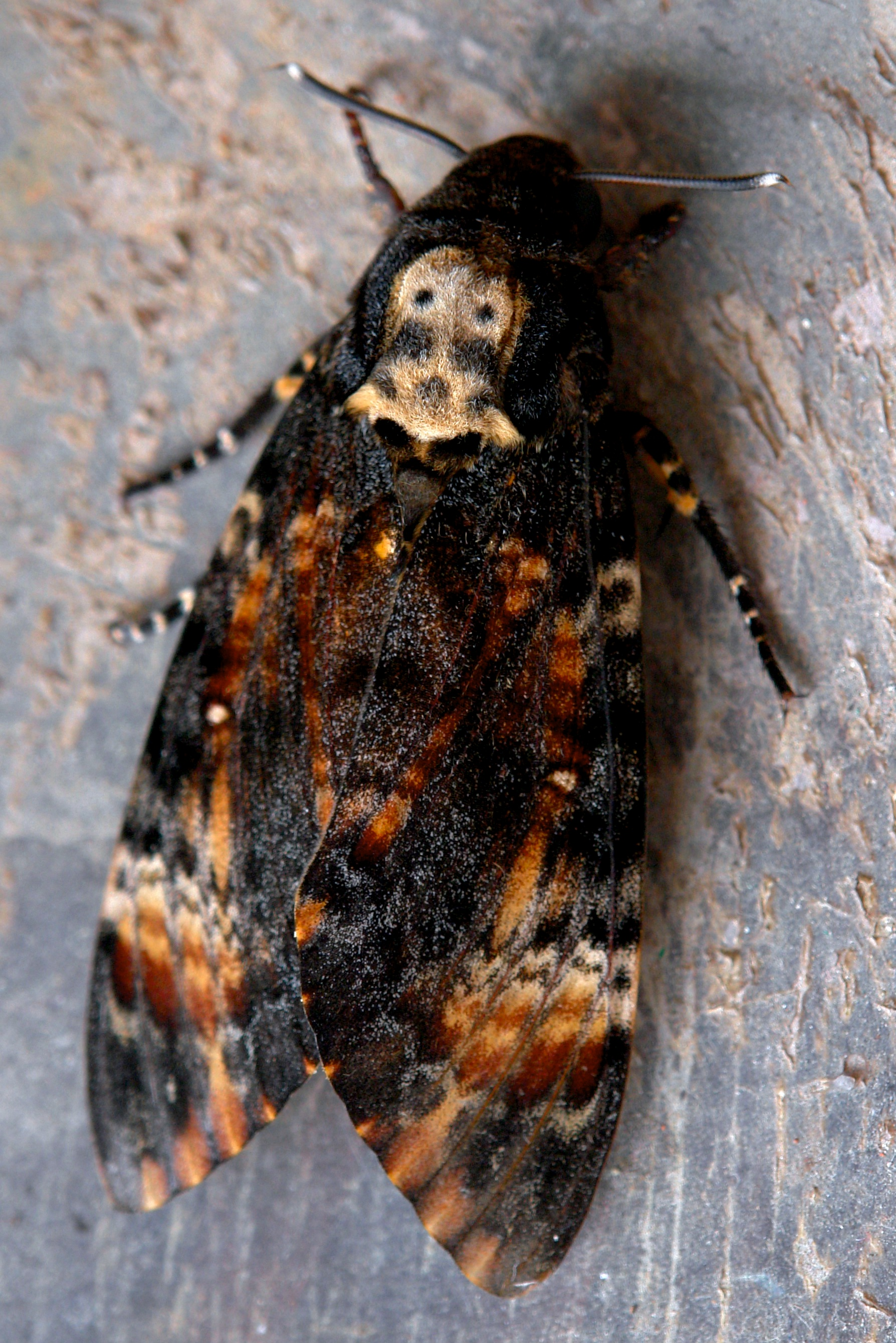
Sphinx tête de mort (Acherontia atropos).

- Dans le film Sommersby, également avec Jodie Foster, une chenille du Sphinx du tabac détruit les récoltes. Cette chenille ressemble à la chenille du Sphinx tête de mort de l’affiche du Silence des agneaux.
- Enfermé dans une cage à Memphis, Hannibal Lecter a le temps d'écouter l'aria et les sept premières Variations Goldberg de Jean-Sébastien Bach.
- Ce film est, avec New York-Miami de Frank Capra (1934) et Vol au-dessus d'un nid de coucou de Miloš Forman (1975), le troisième à avoir obtenu la quinte majeure (« Big Five ») aux Oscars[35] : meilleur film, meilleur réalisateur, meilleur acteur, meilleure actrice et meilleur scénario adapté.
- Alors qu'il n'apparaît que seize minutes dans le film, Anthony Hopkins a obtenu l'Oscar du meilleur acteur[36],[37],[38],[39]. Il s'agit du rôle le plus court dans l'histoire de cette catégorie.
- Contrairement aux idées reçues, Anthony Hopkins cligne plusieurs fois des yeux durant le film, notamment dans la scène de la première rencontre avec Jodie Foster dans la prison.
- Ce film a fait l'objet d'un remake indien, Sangharsh (1999), de Tanuja Chandra (en).
- Hannibal Lecter est parodié dans le film Alarme fatale, à travers le personnage du Dr Harold Lacher, interprété par F. Murray Abraham, mais aussi dans le court-métrage français On s'est fait doubler ! dans lequel un exorciste avec les cheveux plaqués en arrière et vêtu d'un t-shirt blanc, reprend les répliques autour de l'employé du recensement (le foie, les fèves au beurre, et le chianti).
- La muselière de Lecter est également réapparue de manière parodique dans plusieurs films, dont Les Valeurs de la famille Addams (1992) et La Cité de la peur (1994).
- Dans l'épisode 3 de la saison 7 de la série télévisée South Park (Papier toilette), il est fait référence au film Le Silence des agneaux : la reproduction de la première rencontre entre Clarice Starling et Hannibal Lecter.
- Dans l'épisode 10 de la saison 6 de South Park (Les seins de Bébé mettent en danger la société), il y a aussi une parodie du Silence des agneaux, notamment la scène où Buffalo Bill demande à sa victime de se passer de la crème.
- Dans Clerks 2 de Kevin Smith, Jay refait la scène du striptease de Buffalo Bill quand il entend la chanson Goodbye Horses de Q Lazzarus.
- Dans son clip You Don't Know, Eminem fait référence au film en imitant la scène où Clarice rencontre Hannibal Lecter et celle où Lecter porte sa muselière. Le rappeur américain s'inspire aussi du personnage de Buffalo Bill pour écrire la chanson du même nom dans l'album Relapse: Refill.
- Dans l'épisode 12 de la saison 5 d'Esprits criminels, la tueuse en série utilise la même méthode d'enlèvement que Buffalo Bill. Cette technique est inspirée du véritable tueur en série Ted Bundy.
- Dans l'épisode 22 de la saison 2 de Riverdale, Betty Cooper fait face à son père devant une cellule vitrée, qui rappelle la scène où Clarice Starling fait face pour la première fois au docteur Lecter. La subtilité de cette scène est que Betty Cooper fait face pour la dernière fois de sa vie à son père, alors que pour l’agent Starling, ça ne sera que la première fois.
- Thomas Harris s'est inspiré pour créer son personnage de Buffalo Bill de vrais tueurs en série, dont Jerry Brudos, Ed Gein, Gary M. Heidnik, Gary Ridgway, Ted Bundy et Ed Kemper, tandis que celui d'Hannibal Lecter est en partie inspiré du Monstre de Florence et d'Albert Fish[40].

### Différences avec le roman
- Dans le film, Lecter demande à Clarice de rechercher "mademoiselle Ester Modié (anagramme de Reste de moi, Self Storage en VO)". Dans le roman, il lui demande de chercher dans la "voiture de Raspail"[H 1].
- La scène du couloir de la prison de Baltimore, celle juste avant la rencontre entre Clarice et Lecter, diffère du roman. Dans le film, Miggs dit "je renifle ta chatte", alors que dans le roman: "je sens ton con."
- Dans le roman, lorsque Clarice ressort du hangar, des journalistes lui tombent dessus[H 2], une scène qui n'a pas lieu dans le film.
- La tête que retrouve Clarice dans le hangar n'est pas celle de Benjamin Raspail comme dit dans le film mais celle d'un certain Klaus, un scandinave et amant de Raspail, tué par Bufallo Bill[H 3]. Qui plus est, Raspail est la neuvième victime reconnue de Lecter[H 4] et non un personnage inconnu débarquant dans l'intrigue.
- C'est Lecter qui rallume la lumière de sa cellule et non une initiative de Barney[H 5].
- Dans le film on voit Jame Gumb porter un scalp humain, dans le livre il n’en a pas encore et convoite celui de Catherine Baker.
- Le film ne fait pas mention de Bella, l'épouse mourante de Crawford[H 6].
- Lors de l'autopsie sont présents Crawford, Starling, l'agent Terry, le docteur Lamar tandis que le docteur Akin se retire. Dans le livre, seul Crawford, Starling et Akin sont présents[H 7].
- Dans le roman, seul le papillon retrouvé dans la tête de Klaus (ou Raspail) est un Acherontia styx provenant de Malaisie[H 8]. Celui de Fredrica Bimmel est un spécimen provenant des Antilles ou Hawaï[H 9].
- L'enfance de Clarice dévoilée à Lecter diffère légèrement du roman au film[H 10].
- Lors de sa rencontre avec le sénateur Martin, Lecter déclare que Buffallo Bill se nomme en réalité William Billy Rubin dans le roman[H 11], Louis Friend (anagramme de iron sulfide, sulfure de fer en français) dans la version cinématographique originale et Faust Federel (anagramme de sulfate de fer) dans la version française.
- Dans le livre, Clarice visite l'appartement de Catherine Martin et rencontre le sénateur Martin et le procureur Krendler[H 12], une scène non présente dans le film.
- Dans le film, Boyle est le supérieur de Pembry. Dans le livre, les rôles sont inversés[H 13].
- Lecter déverrouille ses menottes dans le roman à l'aide d'un corps de stylo en partie usiné par ses soins pendant des mois et un morceau de trombone, et non grâce à la languette du capuchon du stylo de Chilton comme vu dans le film[H 14].
- Dans le livre, le gardien Boyle n'est pas pendu tel un ange mais laissé attaché aux menottes et en partie éviscéré par Lecter afin de lester son propre corps pour coller à la morphologie de Pembry[H 15].
- Clarice déduit que Buffalo Bill connaissait sa première victime grâce aux notes de Lecter[H 16]. Dans le film, Ardelia est à ses côtés et en déduit la même chose.
- Quand Clarisse découvre des éléments d'enquête chez les Bimmel, elle s'empresse d'en informer Crawford par téléphone. Dans le livre, elle tombe sur un de ses collègues et c'est lui qui lui délivrera les informations sur Buffalo Bill[H 17].
- La remise des diplômes n'a pas lieu dans le livre, pas plus que le coup de téléphone de Lecter à Clarice. Ce dernier se contentera de lui écrire une lettre[H 18].
- Clarice aura une relation en fin de roman avec Pichler[H 19], l'un des entomologistes qui l'avaient draguée[H 20].